# Mitch Kapor
 (juin 2016).
Si vous disposez d'ouvrages ou d'articles de référence ou si vous connaissez des sites web de qualité traitant du thème abordé ici, merci de compléter l'article en donnant les références utiles à sa vérifiabilité et en les liant à la section « Notes et références ».
Pour les articles homonymes, voir Mitch.
Mitchell David Kapor, né le 1er novembre 1950 à Brooklyn (New York), est le fondateur de Lotus Development Corporation, et l'architecte de Lotus 1-2-3, la célèbre application souvent reconnue comme étant responsable de l'entrée de l'ordinateur personnel dans le monde des affaires, au début des années 1980. Il est l'une des figures de la révolution des technologies de l'information, en tant que chef d'entreprise, investisseur, activiste et philanthrope.

## Biographie
Mitch Kapor grandit à Freeport sur Long Island. Diplômé en 1967, il obtient par la suite l'équivalent d'une licence à l'université de Yale. Il étudie principalement la psychologie, la linguistique, et l'informatique. A l'Université, il travaille pour la radio de Yale en tant que directeur de la musique et des programmes. 
Mitch Kapor fonde Lotus Development Corporation en 1982 et crée Lotus 1-2-3 avec Jonathan Sachs, qui était responsable des aspects techniques. Mitch Kapor occupe plusieurs postes de direction entre 1982 et 1986, et devient directeur jusqu'en 1987. En 1983, à la fin de la première année comptable, l'entreprise avait déjà un chiffre d'affaires de 53 millions de dollars. L'année suivante, elle triple ce chiffre et en 1985, Lotus Development Corporation compte plus de 1300 employés.
En 1990, Mitch Kapor co-fonde avec John Perry Barlow et John Gilmore l'Electronic Frontier Foundation. Il en fut le président jusqu'en 1994.
En 2001, il est à l'origine de l'Open Source Applications Foundation, où il travaille encore aujourd'hui [Quand ?]. Ce groupe de travail œuvre sur un projet nommé Chandler.
En 2003, il devient le président fondateur de la Mozilla Foundation, dont le rôle est de gérer le développement et la commercialisation des logiciels libres issus de la suite Mozilla. Il est également l'investisseur historique de l'organisation Linden Research, qui est à l'origine de la création du monde virtuel Second Life.
En juin 2018, Mitchell David Kapor, fait partie des signataires d’une lettre ouverte à l’UE portant sur l'Article 13 de la nouvelle directive européenne sur le droit d'auteur considérant cet article comme pouvant causer des dommages économiques sur le marché numérique. L’article prévoit que les entreprises doivent incorporer automatiquement la possibilité de rendre certaines œuvres inaccessibles, si les ayants-droit le demandent.